# Procédé Ausmelt/Isasmelt

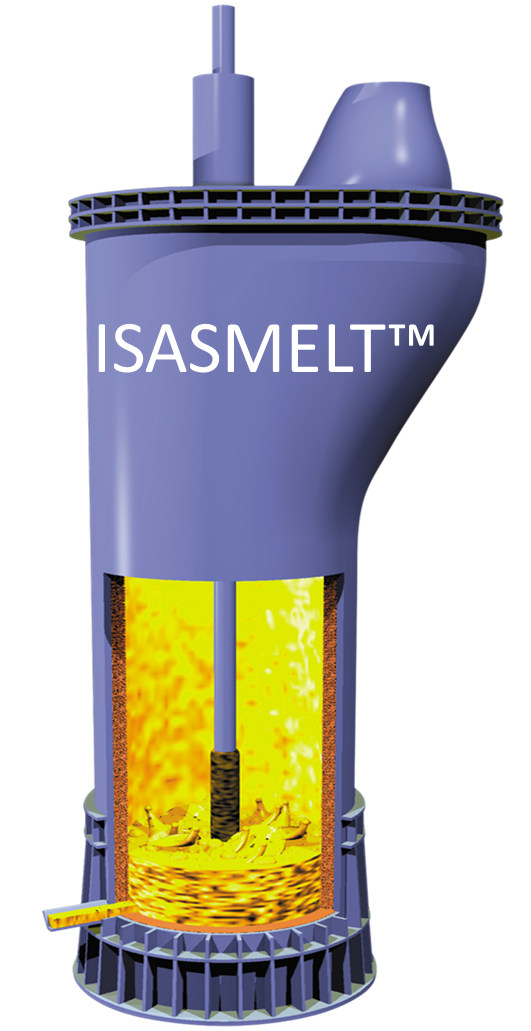
Schéma d'un four Isasmelt.

Le procédé Ausmelt/Isasmelt est un procédé d'extraction pyrométallurgique de métaux non ferreux, consistant à simultanément oxyder et fondre les métaux non ferreux contenus dans un minerai sulfureux, comme la chalcopyrite.
Le procédé est issu des recherches de l'institut public australien Commonwealth Scientific and Industrial Research Organisation commencées au début des années 1970. Celui-ci invente le procédé SiroSmelt (ainsi que son dérivé pour la réduction directe, le HiSmelt), qui est industrialisé à la mine de Mount Isa. Il est ensuite développé et commercialisé par deux entreprises concurrentes sous deux noms différents :
- Ausmelt, mot-valise se référant à l'Australie et à smelting, pour Metso ;
- Isasmelt, mot-valise se référant à la mine de Mount Isa et à smelting, commercialisé par Glencore Technoloy.

## Histoire
La genèse du procédé s'inscrit dans les recherches de l'institut public australien Commonwealth Scientific and Industrial Research Organisation (CSIRO) en 1970, lorsque Ron Davey, aidé par Bill Denholm et Frank Jorgensen, commence à étudier les causes des performances insuffisantes d'un four rotatif dédié à l'extraction pyrométallurgique de l'étain. Les causes de cette inefficacité étant attribuées à une interaction insuffisante entre le métal en fusion et les scories, des essais d'injection de gaz sous pression dans un creuset sont entrepris. Ils démontrent que pour avoir une turbulence satisfaisante, il faut confiner les matières dans un petit volume et souffler violemment à l'intérieur du bain.
Un réacteur inspiré de la forme du creuset est développé. Ses résultats sont si prometteurs que, dès 1973, le procédé est proposé aux industriels sous le nom de SiroSmelt. Cette année-là, la lance refroidie à l'eau est remplacée par une lance refroidie à l'air : cette innovation, appelée Top Submerged Lance (TSL), est décisive et assurera le succès industriel du procédé.
En 1977, le procédé, opérationnel sur l'extraction de l'étain, est essayé sur l'extraction du plomb à la mine de Mount Isa. Cette étape dans un milieu industriel est aussi l'occasion de modéliser finement le procédé avec des outils informatiques. Cette avancée, remarquable pour l'époque, facilite la généralisation du procédé au traitement d'autres minerais, qui se déroule pendant les années 1980. En 1978, le premier pilote industriel SiroSmelt, d'une capacité de 5 t/h, est mis en service.
En 1981, l'extraction de l'étain devenant moins rentable, le procédé ne suscite plus l'intérêt des industriels australiens. Mais les chercheurs impliqués dans la mise au point fondent l'entreprise « Ausmelt » pour en poursuivre le développement. Un procédé de réduction directe du minerai de fer, le « HiSmelt » est même inventé (il n'aura pas de succès industriel : une unique unité industrielle, de capacité 0,8 Mt/an, est construite en Australie et a fonctionné de 2005 à 2008 avant d'être démontée et expédiée en Chine où elle a été redémarrée en 2016). Quant à la mine de Mount Isa, reprenant ses recherches en 1983 sur l'extraction du plomb avec de gros réacteurs industriels (5 t/h en 1983 et 20 t/h en 1991), elle baptise sa variante « Isasmelt ».

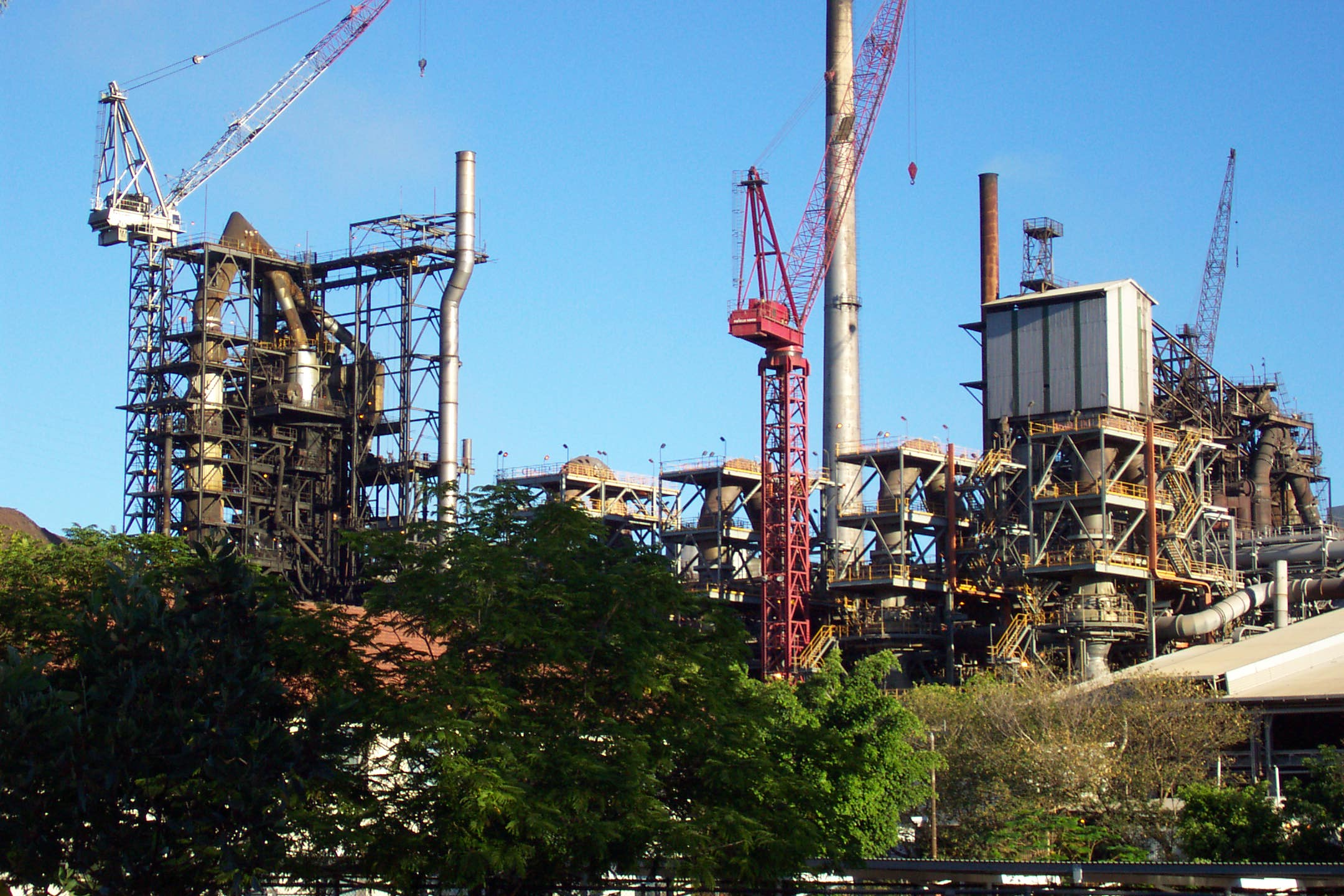
L'usine de Mount Isa en 2002. L'unité Isasmelt est sous la grue de gauche.

En 1987, la mine de Mount Isa démontre que le procédé est adapté à l'extraction du cuivre. Le procédé atteint très vite un développement industriel : un réacteur de 15 t/h (soit 1 000 000 t/an) est mis en service en 1992, et, en 2009, 10 unités Isasmelt dédiées au cuivre fonctionnent dans le monde. De son côté, Ausmelt, handicapée par son statut d'entreprise d'ingénierie, se cantonne à de plus petites unités mises au point chez ses clients. Mais elle développe l'extraction du nickel et devient rapidement capable de proposer de gros réacteurs, à l'instar de son concurrent. Ainsi, malgré les différences dues aux fournisseurs et aux minerais traités, les fours comme les procédures sont similaires, et beaucoup d'auteurs associent ces deux procédés.

## Procédé
Le procédé consiste à laisser tomber du minerai dans un four cylindrique, pendant qu'une lance verticale souffle dans le bain un air enrichi en oxygène (typiquement 50 à 60 % de volume d'oxygène, de plus hauts taux générant une usure excessive de la lance). Les produits sont une matte ou un métal, et une scorie en fusion, ainsi que des fumées chaudes chargées en dioxyde de soufre (25 % de SO2). Généralement, la matte est affinée (dans le four lui-même ou dans un convertisseur Peirce-Smith), tandis que les scories vont en décharge. Les fumées sont traitées pour en récupérer la chaleur (production de vapeur d'eau) et le soufre (production d'acide sulfurique). Thermiquement, l'oxydation du soufre permet un fonctionnement autogène, mais il est également possible d'apporter par la lance du combustible, ou, pour préserver la lance, d'ajouter du charbon pulvérisé au minerai.
Le four consiste en un cylindre en acier tapissé de matériau réfractaire. Il mesure typiquement 3,5 m de diamètre et 12 m de haut. Il est capable de traiter jusqu'à 3 000 t/j de minerai concentré.
La lance consiste en deux tubes coaxiaux. Le tube externe en acier inoxydable mesure jusqu'à 0,5 m de diamètre et est immergé de 0,3 m dans la scorie en fusion. Le tube interne, en acier, est plus court, son extrémité se situant 1 m au-dessus du bain. Il amène le combustible gazeux ou liquide nécessaire au process. L'air enrichi en oxygène est injecté dans l'espace annulaire situé entre les deux tubes. Le tube externe ainsi refroidi se couvre d'une couche protectrice de scorie solidifiée. Une hélice provoque sa mise en rotation. Cette hélice, initialement mise au point pour améliorer le refroidissement à l'air, a en réalité plusieurs rôles :
- elle élargit la zone d'effet du gaz dans les liquides, améliorant le rendement global du procédé
- elle évite la pénétration du gaz comme un dard dans le bain. Le fond du réacteur est donc peu agité et le métal obtenu, qui est plus dense et non miscible avec la matte, peut s'y accumuler par décantation[1].

## Contexte et développements
Par rapport à la fusion flash, qui est le procédé dominant l'extraction des non ferreux, les réactions se produisent dans le bain au lieu de se faire au-dessus. Les matières employées ne sont pas finement broyées : la réaction est donc plus lente. Par contre, les poussières générées sont limitées : il n'y a alors pas besoin de sur-dimensionner le réacteur afin de favoriser leur sédimentation. De manière générale, la compacité du four est un des avantages majeurs du procédé. Jusque dans les années 2000, la fusion flash a dominé les procédés d'extraction mais, depuis, les fours Ausmelt/Isasmelt, ainsi que les réacteurs chinois sont préférés.
Jusque dans les années 1990, le procédé reste confidentiel, tout comme les procédés d'oxydation-fusion occurrents (procédés Mitsubishi, Noranda, etc.), avant d'être progressivement adopté partout dans le monde. En 2019, on peut recenser 10 usines Ausmelt et 12 Isasmelt : le procédé est le seul procédé d'oxydation-fusion à avoir été largement adopté dans le monde, quoique loin derrière la fusion flash. En comptant les petites unités dédiées au traitement de sous-produits, le nombre de réacteurs Ausmelt et Isasmelt s'élève, en 2011, à plus de 60.